# Subscriptio (römische Jurisprudenz)
Die Subscriptio (lat. subscribere für „unten hinschreiben“, „darunter schreiben“) war im römischen klassischen Recht der Kaiserzeit die kaiserliche Antwort auf Bittschriften oder rechtliche Eingaben privater Petenten. Der Reskriptstyp der subscriptio gehört generisch zu den Kaiserkonstitutionen. Geregelt wurden Einzelfälle. Ulpian hielt in einem seiner bedeutenden Werke fest, dass diesen Maßnahmen gesetzesgleiche Wirkung zukam. Viele der nachklassischen Konstitutionen wurden im Codex Gregorianus gesammelt und fanden damit Einlass in die justinianischen Kompilationen. 
In den Fällen von subscriptiones reagierte der Kaiser nicht mit einem eigenen hoheitlichen Schreiben. Stattdessen wurde die Antwort direkt unter die Bittschrift selbst platziert. Regelmäßig erhielt der Auskunftsersuchende die Antwort per Rückschreiben. Bei übergeordneter Bedeutung des geregelten Rechtsbelangs konnte es passieren, dass Adressat auch die (unbestimmte) Allgemeinheit war, etwa die der Einwohner einer Stadt. Die Sachverhalte, die in dieser Form eines Rechtsakts beschieden wurden, entstammten weit überwiegend dem Privatrecht. Besonders häufig ging es um Materien des Erb- und Vormundschaftsrechts. Dokumentiert wurde ursprünglich mit der Erstellung von zwei Ausfertigungen, von denen eine dem Petenten zugestellt, die andere archiviert wurde. Seit Hadrian wurde aufgrund der Flut von Bescheidungen das Verfahren vereinfacht und die Auskunft – zur allgemeinen Kenntnisnahme – nur noch geeignet ausgehängt. Ab diesem Moment näherten sich die Grenzen zwischen subscriptiones und epistulae an.
Des Anliegens nahm sich zumeist nicht der Kaiser selbst an, sondern seine Rechtskanzlei. Dieser stand ein Spitzenbeamter des Kaisers voran, der magister libellorum. Seit den Antoninen waren sie oft Juristen.